# Roșiile
Rosiile là một xã thuộc hạt Vâlcea, România. Dân số thời điểm năm 2002 là 3039 người.